# Port lotniczy Urgun
Port lotniczy Urgun (IATA: URN, ICAO: OAOG) – port lotniczy położony w mieście Urgun, w Afganistanie.